# Pyxis arachnoides
La tortuga aranya (Pyxis arachnoides) és una espècie de tortuga de la família Testudinidae i del gènere Pyxis. És una espècie endèmica de Madagascar i està en greu perill d'extinció, és una de les 25 espècies de tortugues més amenaçades del món. Aquesta tortuga té la closca en forma de cúpula de color daurat i amb línies de color negre fosc que estan connectades. Això crea un patró que recorda al de les aranyes. En els animals més vells pot crear protuberàncies en l'escut, hi ha molta variació en els colors i patrons. Els joves són de color negre i tenen la closca amb ratlles grogues i línies circulars en el centre de l'escut. És una espècie de mida petita, la longitud màxima de la closca és d'aproximadament 15 cm.

## Subespècies
Les subespècies reconegudes són (The Institute for Genomic Research):
- Pyxis arachnoides arachnoides (Thomas Bell, 1827)
- Pyxis arachnoides brygooi (Vuillemin & Domergue, 1972)
- Pyxis arachnoides oblonga (Gray, 1869)